# Coffs Harbour
Coffs Harbour é uma cidade costeira no norte de Nova Gales do Sul, Austrália situada sobre a Pacific Highway entre Sydney (540 km ao sul) e Newcastle (385 km ao norte) e Brisbane (440 km ao norte). 

## Nome
Seu nome se deve ao capitão John Korff que precisou aí se refugiar de um tornado em 1847. O nome inicial do lugar era Korff's Harbour, mas um supervisor da coroa britânica alterou o nome por engano para Coffs Harbour.

## Turismo
É o único local onde a Cordilheira australiana (leste da Austrália) encontra o Oceano Pacífico. A cidade é conhecida pelo fato de ali serem disputadas muitas competições de surf de elevada popularidade.
A região em torno de Coffs Harbour é dominada por muitos parques de lazer, resorts e alojamentos para fins de semana e férias, uma vez que nas montanhas próximas há muitas florestas, plantações de bananas e outras. A cidade tem um aeroporto (IATA CFS)
Outro ponto interessante da cidade é o molhe, um antigo cais onde barcos de fundo chato traziam madeira do interior do país. Hoje a cidade busca valorizar esse molhe. Próxima à cidade fica a ilha Muttonbird que foi ligada ao continente por um quebra mar. Trata-se de uma área protegida onde se reproduzem as aves “Puffinus pacificus”.

## Clima
Coffs harbour apresenta um clima subtropical com temperaturas brandas durante o ano todo e chuvas abundantes (140 dias de chuva – 1.700 mm). As temperaturas médias anuais vão de 14ºC de manhã a 23,5ºC à tarde. O tempo, mesmo com as chuvas é muito bom durante  mais de 80% dos dias do ano. No inverno as temperaturas vão de 10ºC nas manhãs a 18-19ºC depois do meio dia. A variação no verão é entre 25-26°C e 19-20°C.

## Imagens

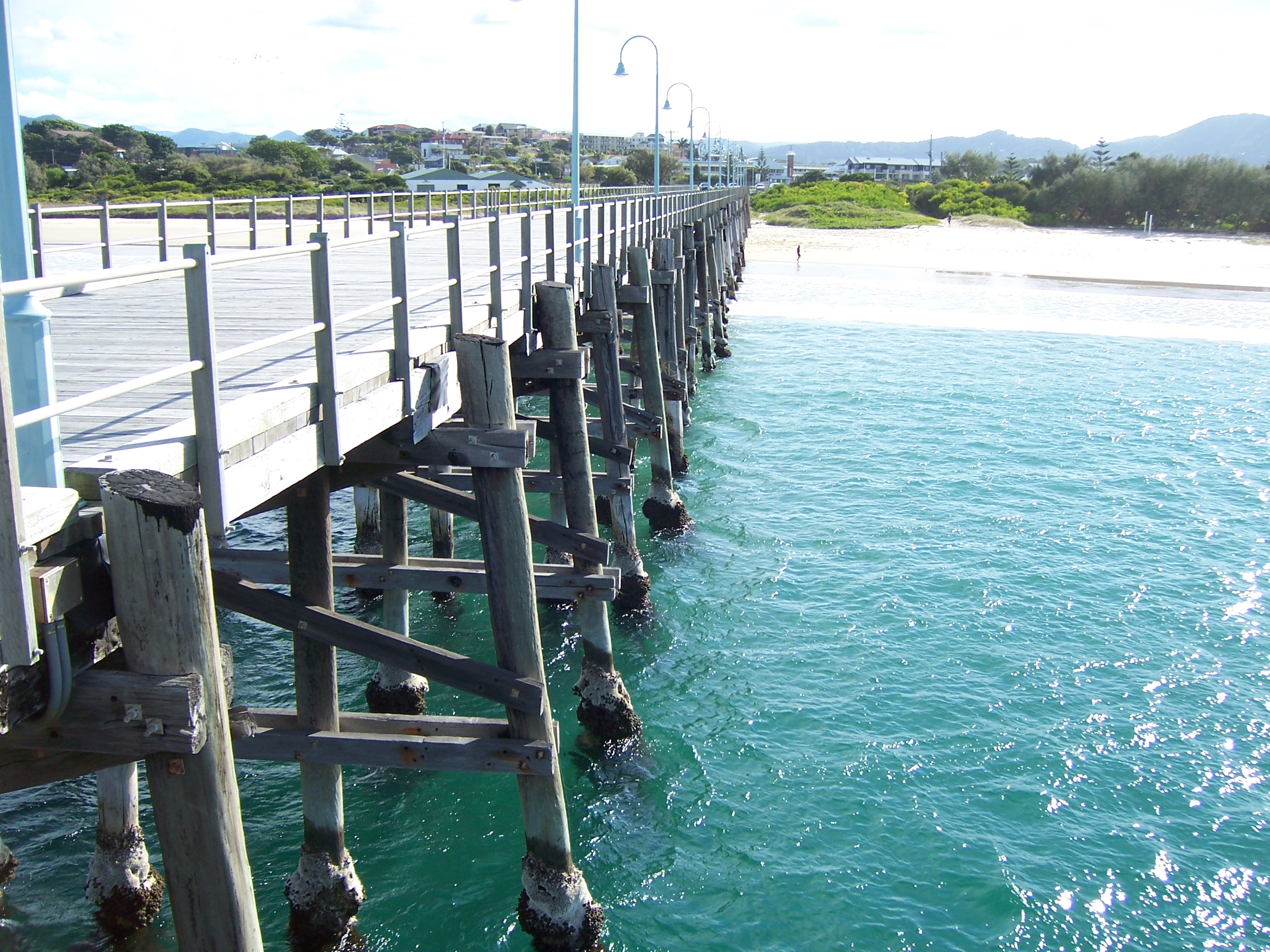
o Molhe.
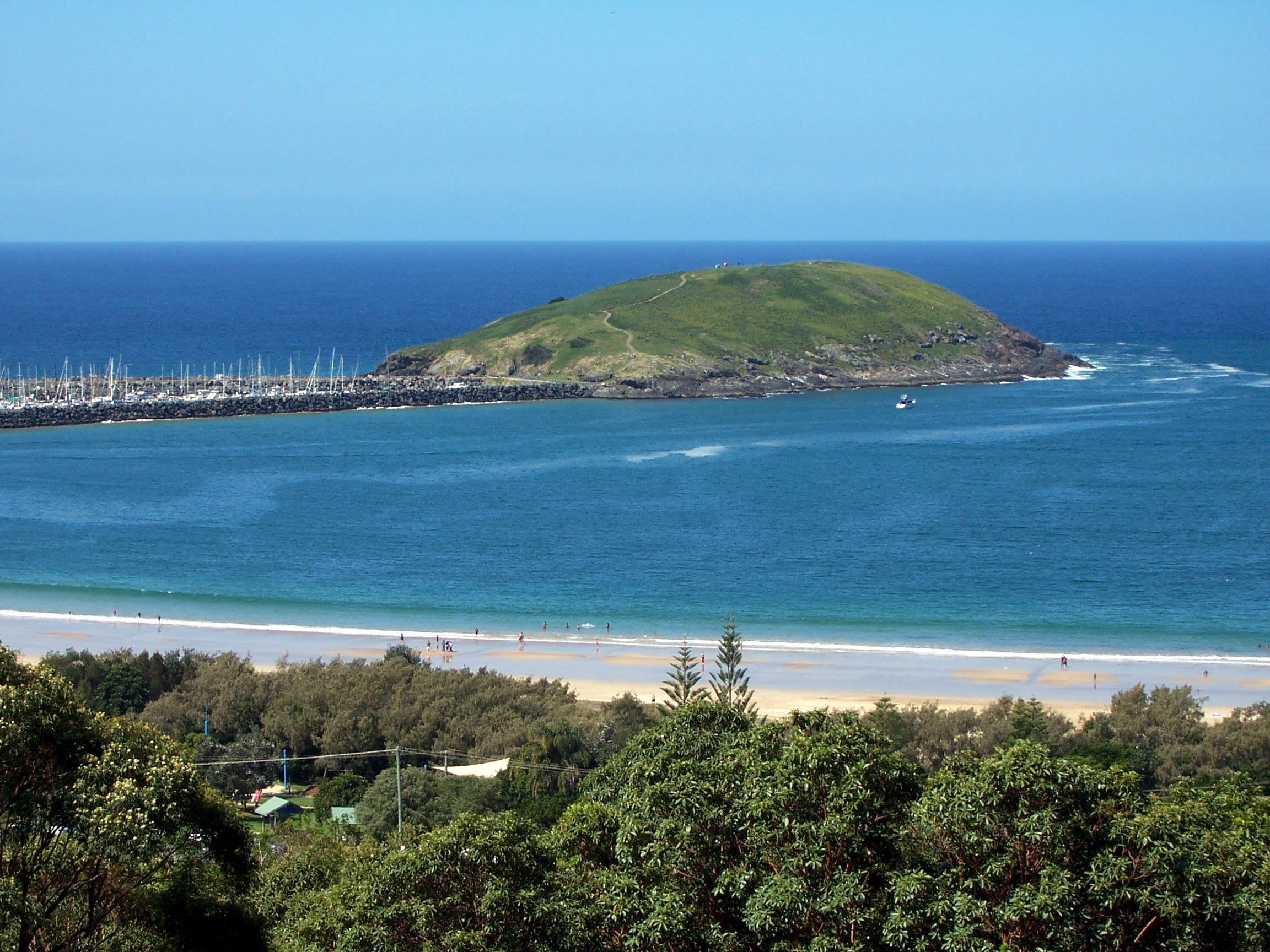
Ilha de Muttonbird
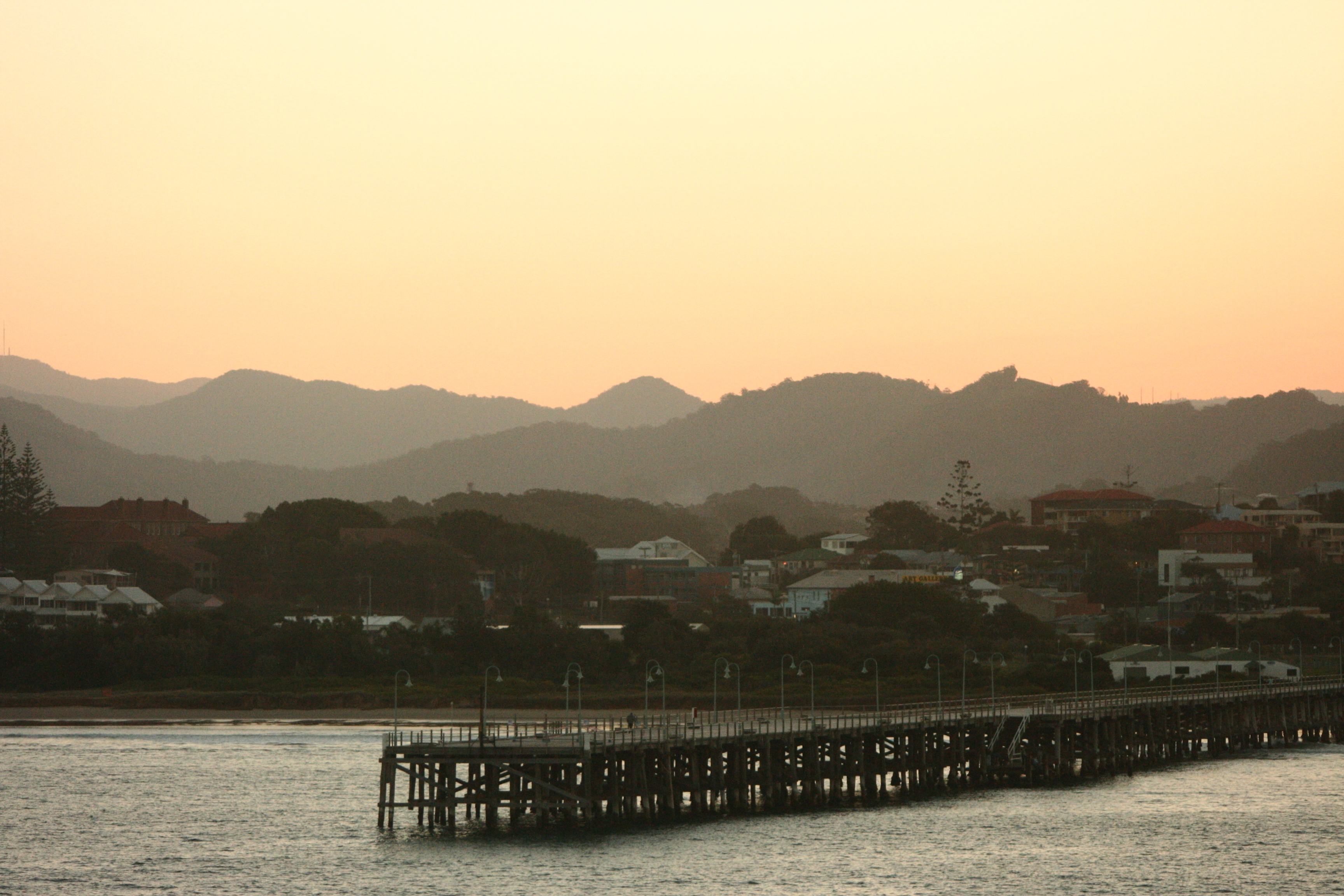
Coffs Harbour ao entardecer
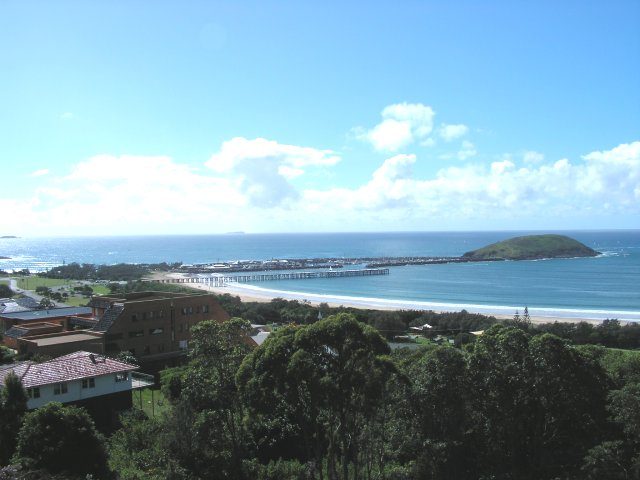
Vista geral do porto